# Nick Maronde
John Nicholas Maronde (né le 5 septembre 1989 à Lexington, Kentucky, États-Unis) est un ancien lanceur gaucher des Ligues majeures de baseball.

## Carrière

### Angels de Los Angeles
Nick Maronde est drafté par les Athletics d'Oakland au 43e tour de sélection en 2008 mais il ne signe pas avec le club et rejoint plutôt les Gators de l'Université de Floride. Il est ensuite repêché en troisième ronde par les Angels de Los Angeles en 2011.
Maronde fait ses débuts dans le baseball majeur comme lanceur de relève avec les Angels le 2 septembre 2012. Il apparaît dans 33 matchs des Angels comme lanceur de relève de 2012 à 2014. En 17 manches et deux tiers lancées, il réussit 19 retraits sur des prises mais accorde 18 buts-sur-balles et 16 points, dont 14 mérités. Sa moyenne de points mérités avec le club s'élève à 7,13.

### Indians de Cleveland
Le 12 juillet 2014, les Angels transfèrent Maronde aux Indians de Cleveland.